# Keisatsukan
Keisatsukan (警察官) è un film del 1933 diretto da Tomu Uchida.
Un poliziotto rischia di andare in crisi quando scopre che un vecchio amico, con il quale ha appena ripreso i contatti, potrebbe essere il responsabile di gravi crimini.

## Trama
Itami è un poliziotto che durante un posto di blocco, incontra un suo vecchio amico, Tetsuo Tomioka, con il quale si ripromette di vedersi a breve.
Lo stesso Tetsuo si rifa vivo per stare un po' con l'amico che non vedeva da tempo. I due, legatissimi da studenti, si sono poi completamente persi di vista dopo aver avuto, ognuno, problemi personali e con i propri genitori. Ma Itami ha trovato poi conforto nella polizia dove il sergente Miyabe lo ha formato non solo professionalmente. Tetsuo, invece, nonostante vi sia in conflitto, vive di rendita grazie al padre, ma non può certo dirsi orgoglioso di questo.
Durante una rapina a mano armata il sergente Miyabe viene ferito gravemente da un colpo di arma da fuoco. Il suo aggressore, feritosi alla gamba durante la fuga, è riuscito a scappare, ma ha lasciato delle impronte digitali.
Frequentando ancora Tetsuo, Itami ne nota una ferita sulla gamba e, con le informazioni in possesso e le investigazioni che seguono, matura il convincimento che l'amico sia il rapinatore che la polizia sta cercando.
In un ulteriore incontro, Itami accetta in regalo dall'amico un accendino, che prende e mette da parte eloquentemente come se fosse una prova da acquisire per consegnare alla polizia scientifica. Tetsuo capisce tutto ma l'amico non gli restituisce il regalo, come richiesto, e tra i due amici piomba il gelo.
Itami compie di persona gli accertamenti sull'impronta ricevendo la prova che temeva. Tetsuo capisce di avere poco tempo e organizza la fuga. Il bravo poliziotto dopo una breve crisi di coscienza mobilita la polizia per arrestare il suo amico delinquente. Quindi è lui stesso ad arrestarlo e a sparargli ad una mano, per evitarne il probabile suicidio.
Itami, in fine, stringe con affetto le mani dell'amico ferito, certo di aver fatto la cosa giusta.

## Produzione
Il film, sullo sfondo di reali ansie causate dalla crescente violenza delle bande a Tokyo, prima della sua uscita ebbe l'approvazione dalle forze di polizia della città.

### Regia
Non ci sono molti film simili nel cinema giapponese dell'epoca. L'influenza di polizieschi già molto popolari nella cultura occidentale è evidente, ma specie alcune riprese notturne e certi movimenti di macchina negli esterni sembrano anticipare l'estetica dei noir addirittura di decenni. Come è noto, la gran parte dei film muti giapponesi è andata persa. In particolare questo è l'unico film muto che è giunto ai nostri giorni del regista Uchida, per cui l'originalità della pellicola va sicuramente sottolineata, ma si deve precisare che è da considerarsi tale in relazione a quanto ci è pervenuto.